# Песчаная учительница
«Песча́ная учи́тельница» — рассказ, написанный А. П. Платоновым в 1927 году. В основе сюжета — фрагменты биографии Марии Кашинцевой, ставшей прототипом главной героини. По мотивам произведения был снят художественный фильм «Айна» (1930, не сохранился) и  «Сельская учительница» (1947).

## Сюжет
Действие происходит в 1920-х годах. Героиня — выпускница астраханских педагогических курсов Мария Никифоровна Нарышкина — получает направление в дальнее село Хошутово, граничащее со среднеазиатской пустыней. Прибыв к месту назначения, молодая учительница видит населённый пункт с каменной школой, чахлым кустарником и сугробами песка. Повседневная жизнь крестьян сосредоточена вокруг чистки изб и дворов от песчаных заносов.
Энтузиазм, с которым Нарышкина приступает к работе, вскоре сменяется растерянностью: голодные и больные ученики посещают занятия нерегулярно; местным жителям, обессилевшим в борьбе с песком, до школы нет никакого дела. Мария Никифоровна сознаёт, что в этом селе главным учебным предметом должно быть «искусство превращать пустыню в живую землю». Теперь её усилия направлены на создание защитных полос, орошаемых огородов, питомника. Школа становится центром сельской жизни: туда приходят и дети, и взрослые.
На третий год село подвергается набегу кочевников и возвращается к прежнему — дореформенному — состоянию; исчезают зелёные насаждения, пропадает вода. Разгневанная Нарышкина вступает в диалог с вождём племени; в ответ на её претензии тот поясняет, что в действиях его людей нет злого умысла. Отметив про себя, что вождь неглуп, Мария Никифоровна отправляется с докладом в отдел народного образования. Заведующий, выслушав учительницу, предлагает ей переехать в Сафуту — село, в котором живут кочевники. Они тоже должны получить знания о культуре песков. Нарышкина колеблется; ей не даёт покоя вопрос, должна ли она отказаться от личной жизни ради преобразования пустынных земель. Тем не менее молодая женщина соглашается. Чиновник, не скрывая удивления, признаёт, что Мария Никифоровна могла бы управлять «не только школой, но и целым народом».

## Прототип героини
По словам исследователя истории литературы Алексея Варламова, в основу сюжета легли фрагменты биографии невесты Платонова — Марии Александровны Кашинцевой. В 1921 году, будучи студенткой университета, она отправилась в село Верхнее Волошино близ Воронежа, чтобы участвовать в программе ликвидации безграмотности. В своих воспоминаниях, озаглавленных «История молодого человека и молодой девушки 20-го века», Кашинцева признавалась, что отъезд в глубинку был связан не только с осознанием благородства выполняемой миссии, но и с желанием «бежать от любви». Молодой женщине казалось, что Платонов занимает в её жизни слишком много места; стремление заглушить это чувство привело к тому, что Кашинцева сама попросила отправить её в сельскую местность.
«Побег от любви» не удался: начинающий литератор ради встреч с будущей женой преодолевал пешком расстояние в 60 километров, писал ей письма; на обложке своей первой брошюры Платонов начертал: «Марии. Вся моя жизнь была только предчувствием Вас. Андрей».

Мало какая женщина отразилась в сочинениях своего мужа так, как Мария Александровна в повестях, романах, рассказах Андрея Платонова. <…> Впечатления, полученные им во время пеших переходов из Воронежа в Волошино и от пребывания там, впоследствии легли в основу рассказов и повестей: «Данилок», «Бучило» и особенно «Песчаная учительница».— Андрей Варламов

## Прототип села
Подобное село действительно существует в песчаной пустыне в Астраханской области, только называется оно не Хошутово, а Хошеутово.

## Художественные особенности

### Основная тема
Отказавшись от всего личного, юная Мария Нарышкина одолевает вместе с жителями захолустного, обречённого на вымирание Хошутова напор безжалостных песков пустыни. И безжизненная земля становится очеловеченной и доброй.
В «Песчаной учительнице» получает развитие та же тема, что воплощена и в других произведениях Платонова, написанных в 1920-х годах: энтузиаст-одиночка пытается противостоять природной стихии. Реформаторы и подвижники присутствуют в «Родине электричества», в «Епифанских шлюзах», однако образ Марии Нарышкиной выделяется в ряду ей подобных тем, что «этот человеческий тип очерчен с особой приязнью». На его создание работают метафоры: так, песок в рассказе — не только символ пустыни, но и знак бесполезного, бессмысленного труда («Работа, уходящая в песок»). Изначальная деятельность Нарышкиной, стремящейся заинтересовать изнурённых недугами детей новыми знаниями, напоминает «строительство за́мков на песке». Позже, когда Мария Никифоровна приходит к осознанию коренных перемен в «облике земли», понятие «Песчаная учительница» начинает восходить к сочетанию «Учитель жизни».
Исследователи выделяют три пласта, формирующих образ учительницы. Первый — географический; он связан с «перемещением героини в пространстве». Условная географическая карта, незримо присутствующая в произведении, позволяет увидеть Астрахань, в которой прошли студенческие годы героини, село Хошутово, где она работает, село Сафуту, в котором ей, возможно, предстоит прожить много лет. За пределами карты остаются «дальние пункты, создающие особый колорит»: речь идёт о Памире и Персии — местах, которые существуют в воображении Марии Никифоровны.
Второй пласт соотносится с «органическим миром». Он начинает развиваться в первых же строчках рассказа, когда автор характеризует Нарышкину как «молодого здорового человека, похожего на юношу». Это описание близко образам «молодых строителей светлого будущего», изображённых на портретах советских живописцев (Дейнека, Самохвалов, Ряжский). Облик учительницы, в котором сочетаются мужские и женские черты, выводят исследователей на гендерные мотивы в произведении Платонова.

Андрей Платонов — единственный советский писатель, который мечтает, чтобы «социальной моралью» стало целомудрие, девственность. Новому человеку, которого он видит в будущем, «незнаком брак».— М. Геллер
В третьем слое, определяемом «законами существования этноса и социума», присутствуют три персонажа — это чиновник окружного отдела образования, вождь кочевников и всё та же Мария Нарышкина. При общении этих людей прорисовывается конфликт интересов «номадов и оседлых народов».

### Культурологические параллели
В рассказе замечена перекличка с темами и сюжетами разных жанров. Так, странствия Марии Никифоровны восходят к «мифологическим теориям Проппа»: подобно героиням сказок, она переходит из одного царства в другое; отличие заключается в том, что сказочных персонажей в итоге ждёт свадьба, а Марию Никифоровну, отказавшуюся от личной жизни, — преобразование общества.
Краткое упоминание о том, что отец сознательно ограждал юную Марию Нарышкину от житейских невзгод и социальных потрясений, напоминают строки из стихотворения Блока: «Она росла за дальними горами. / Пустынный дол — ей родина была». Портрет заведующего отделом образования, созданный с определённой долей иронии, — это прямая отсылка к «гротескным приёмам Гоголя и Маяковского».

## Экранизация
В конце 1920-х годов Платонов написал и отправил в «Совкино» сценарии к нескольким своим произведениям, включая рассказ «Песчаная учительница». В 1931 году по мотивам этого рассказа был снят художественный фильм «Айна» (автор сценария Мария Смирнова, режиссёр Николай Тихонов). Но от этого фильма сохранилась только одна часть хронометражом на 10 минут.
В 1947 году тема получила развитие в картине «Сельская учительница» (автор сценария также как и в первой экранизации Мария Смирнова, режиссёр Марк Донской).